# 埃丝特·班达 (足球运动员)
埃丝特·班达（英語：Esther Banda；2004年11月21日—），赞比亚女子足球运动员，司职后卫，目前效力于Bauleni United和赞比亚国家女子足球队。她曾代表赞比亚参加2022年非洲女子国家杯和2023年国际足联女子世界杯等多场国际赛事。